# 王評
王評（1488年—？年），字審言，南直隶苏州府常熟縣人，民籍。

## 生平
治《詩經》，行一，由國子生中式己卯科（1519年）應天府鄉試第七十六名舉人，年三十六歲中式嘉靖二年（1523年）癸未科會試第一百三十八名，第二甲第一百二十八名進士。授刑部浙江司主事，以养親乞改南京任职，以母喪归乡，逾年而卒。

## 家族
曾祖王綖。祖父王錫。父王口彪。母姚氏。具庆下。從兄王槐，字公甫，乡贡，順天府治中；王桂、王松、王留（贡士）、王詔、王柳、王訪、弟王詮、王谕、王桥、王谟、王論、王栋、王桴、王讚。